# Diadromus troglodytes
Diadromus troglodytes är en stekelart som först beskrevs av Johann Ludwig Christian Gravenhorst 1829.  Diadromus troglodytes ingår i släktet Diadromus och familjen brokparasitsteklar. Arten är reproducerande i Sverige. Inga underarter finns listade i Catalogue of Life.